# Petöfi '73
Pour plus de détails, voir Fiche technique et Distribution.
Petöfi '73 est un film hongrois réalisé par Ferenc Kardos, sorti en 1973.

## Synopsis
L'histoire du poète Sándor Petőfi au cœur de la révolution hongroise de 1848.

## Fiche technique
- Titre : Petöfi '73
- Réalisation : Ferenc Kardos
- Scénario : Ferenc Kardos et István Kardos d'après le poème de Sándor Petőfi
- Photographie : János Kende
- Montage : János Rózsa
- Société de production : Budapest Játékfilmstúdió
- Pays :  Hongrie
- Genre : Drame, historique et biopic
- Durée : 89 minutes
- Dates de sortie : 
  -  Hongrie : 11 janvier 1973

## Distribution
- Mihály Kovács : Sándor Petőfi
- Nóra Kovács : Júlia Szendrey
- Can Togay : Lajos Kossuth
- Tibor Csizmadia : Pál Vasvári
- Csaba Oszkay : László Madarász
- Péter Szuhay : Artúr Görgey
- Attila Köhalmi : Mór Jókai
- Miklós Dolnik : Petrik Soma Orlay
- Péter Sváda : József Bem
- Péter Blaskó : György Klapka
- János Marosvölgyi : Dembinszky
- Zoltán Fábián : János Damjanich

## Distinctions
Le film a été présenté en sélection officielle en compétition au Festival de Cannes 1973.